# Baszta Cyrulików w Krakowie
Baszta Cyrulików – baszta w Krakowie, położona niegdyś w ciągu murów miejskich u wylotu ul. Jagiellońskiej na Planty i u zbiegu z dzisiejszą ulicą Karola Olszewskiego. Zbudowana w XIV wieku na planie kwadratu. Jej dach był stożkowy. W każdej ścianie znajdował się jeden otwór działowy. Zburzona w XIX wieku.
Basztą opiekował się cech cyrulików.

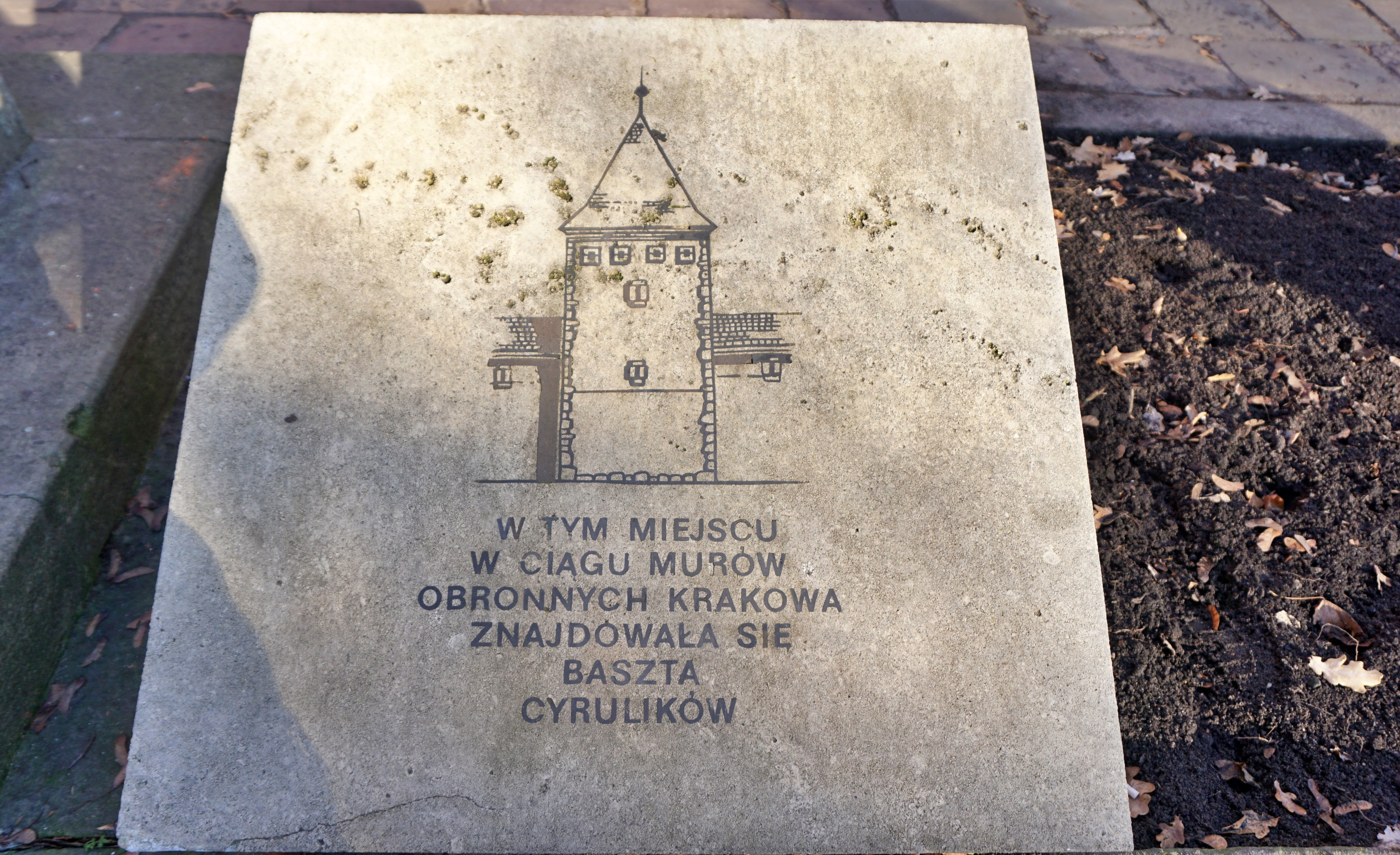
Tablica pamiątkowa